# Бојден (Ајова)
Бојден (енгл. Boyden) град је у америчкој савезној држави Ајова. По попису становништва из 2010. у њему је живело 707 становника.

## Демографија
Према попису становништва из 2010. у граду је живело 707 становника, што је 35 (5,2%) становника више него 2000. године.
| Група             | 2000.       | 2010.       |
| Белци             | 651 (96,9%) | 627 (88,7%) |
| Афроамериканци    | 2 (0,3%)    | 3 (0,4%)    |
| Азијати           | 4 (0,6%)    | 8 (1,1%)    |
| Хиспаноамериканци | 14 (2,1%)   | 67 (9,5%)   |
| Укупно            | 672         | 707         |